# Polypedilum tamanigrum
Polypedilum tamanigrum är en tvåvingeart som beskrevs av Sasa 1983. Polypedilum tamanigrum ingår i släktet Polypedilum och familjen fjädermyggor. Inga underarter finns listade i Catalogue of Life.